# Salines de Lons-le-Saunier
Les salines de Lons-le-Saunier sont d'anciennes salines / sauneries (production industrielle de sel, « or blanc » ou sel gemme / halite), à l'origine de la ville de Lons-le-Saunier au Néolithique, dans le Jura en Franche-Comté. Elles sont avec les salines de Salins-les-Bains parmi les plus anciennes connues, en activité depuis environ 6000 ans jusqu'en 1968 (voir histoire du sel du Jura).

## Historique
Lons-le-Saunier possède trois sources d'eau salée / saumure de chlorure de sodium : Lédonia, Chavenay et Naparix, dues aux gisements de sel gemme du Trias supérieur (215 millions d'années), situés en bordure des premiers contreforts du massif du Jura et remontés vers la surface à la suite de la formation de ce dernier par la compression / plissement exercée par les Alpes vers l'ouest au Priabonien il y a 35 millions d'années.
Dès le Néolithique (vers -4000, durant la révolution néolithique avec la sédentarisation, l'agriculture et l'élevage ...), les premiers habitants de Lons-le-Saunier s'installent autour du site primitif du « puits-salé » (principale source salée de Lons, dans l'actuelle rue du puits-salé) et de la source Lédonia. Ils produisent du sel par simple évaporation par le feu de l'eau de la saumure naturelle qui court à fleur de sol. La production de sel est de moindre importance que celle des salines de Salins-les-Bains, mais plus facile car moins profonde. 
Les Séquanes (Celtes de Franche-Comté de l’Âge du fer), puis les Gallo-romains développent l'exploitation et le commerce du sel et en font rapidement la plus importante richesse du Jura durant le Moyen Âge jusqu'à la fin de l'exploitation du puits-salé en 1317, où la production de sel cesse, à cause du manque de rentabilité des sources infiltrées par trop d'eau douce.  
En 1537 un important incendie, puis la guerre de Dix Ans (1634-1644)  ravagent la cité et ses sources.
Au XVIIIe siècle la ville renaît sous l'impulsion du royaume de France et devient en 1789 chef-lieu du Jura à la place de Dole (capitale historique du comté de Bourgogne). L'exploitation du sel est relancée avec la construction de la nouvelle saline de Montmorot, qui entre 1744 et 1966 relance l'activité salifère de Lons-le-Saunier.
En 1892 la cité du sel se convertit en ville thermale avec l’établissement des thermes Lédonia qui exploitent la source Lédonia (une canalisation souterraine relie les termes au puits-salé).

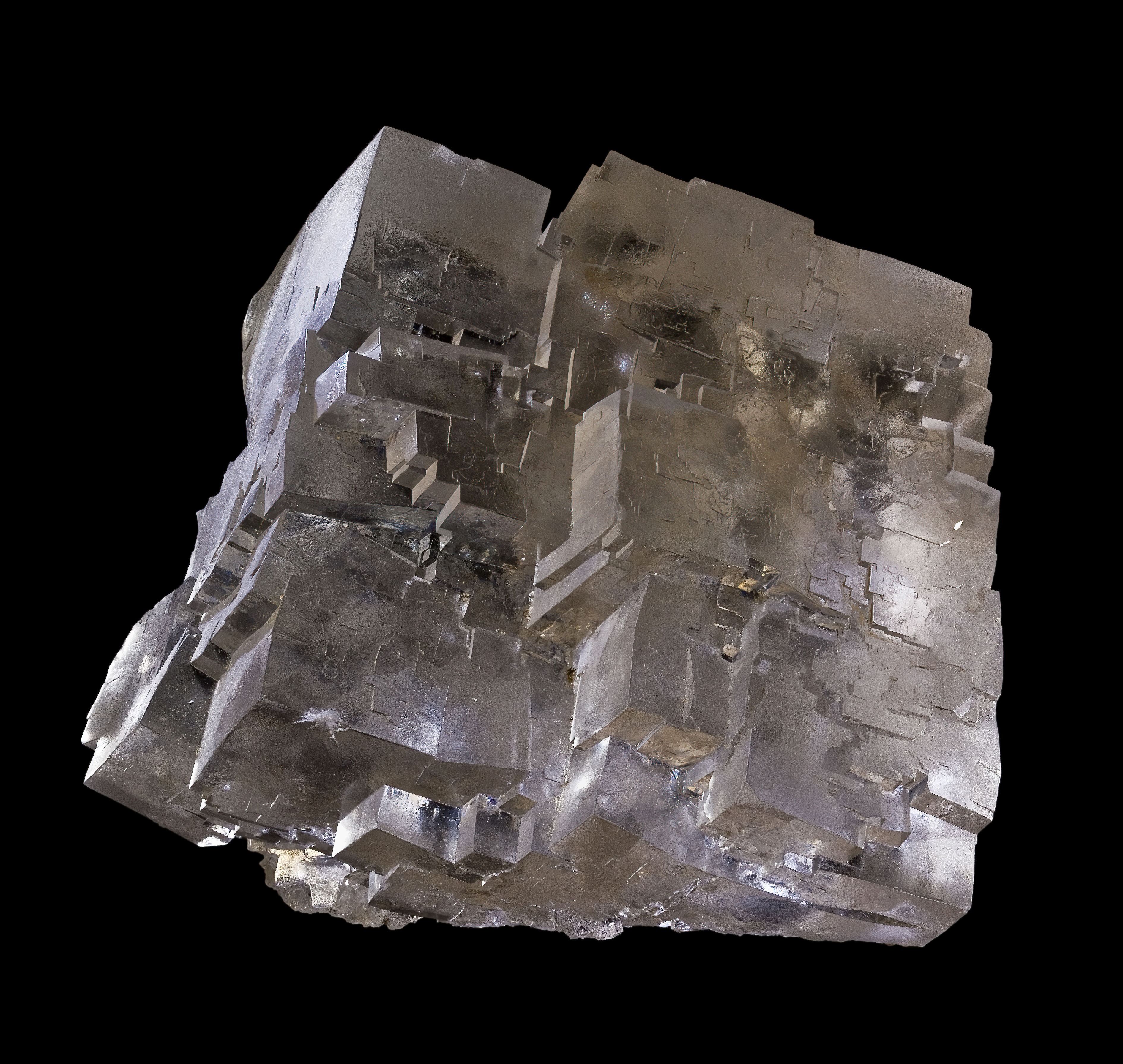
Or blanc ou sel gemme / halite composé de chlorure de sodium du trias supérieur.
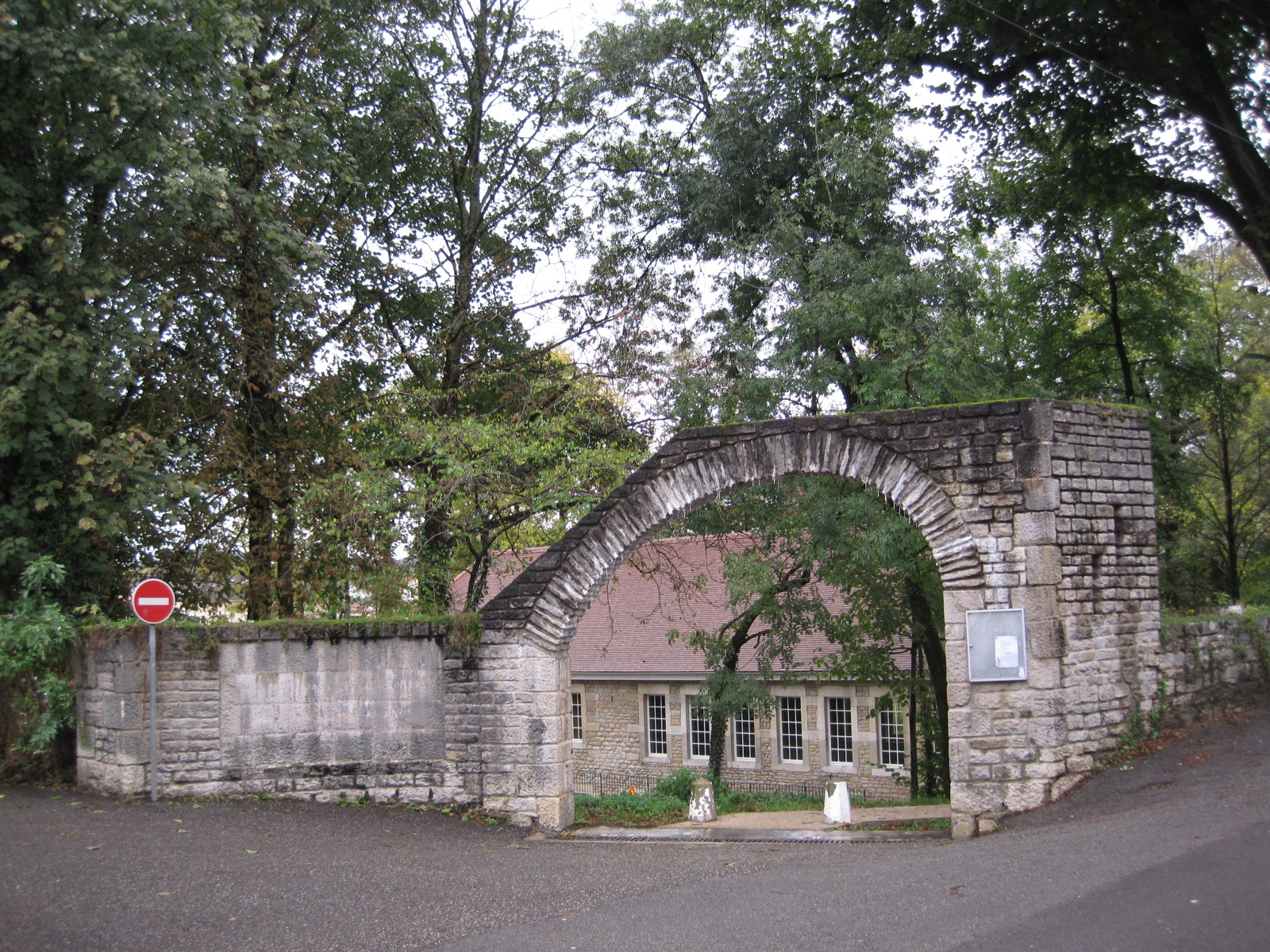
Entrée du site historique des sources du puits-salé et Lédonia.
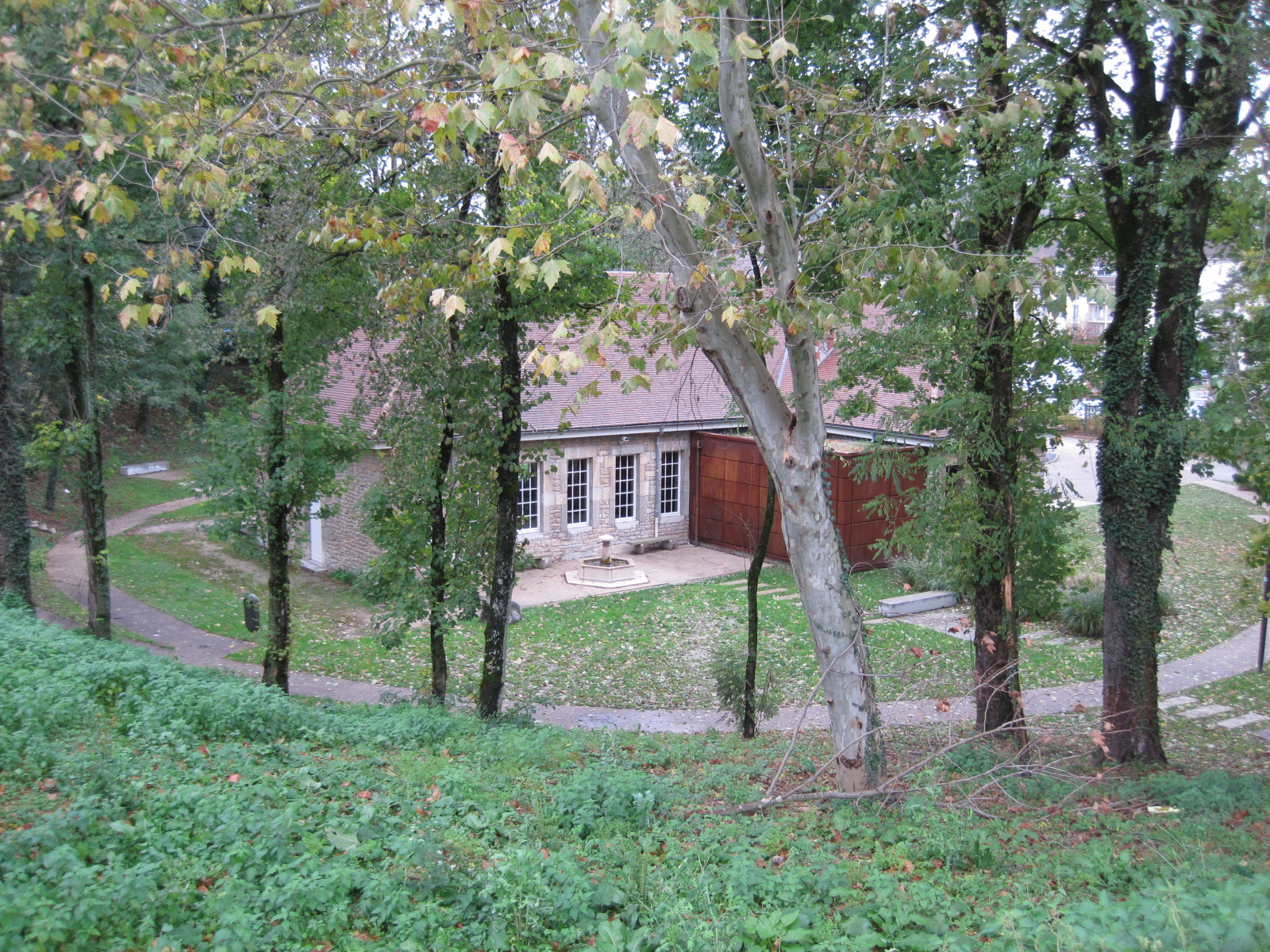
Ancienne salines du puits-salé et Lédonia.
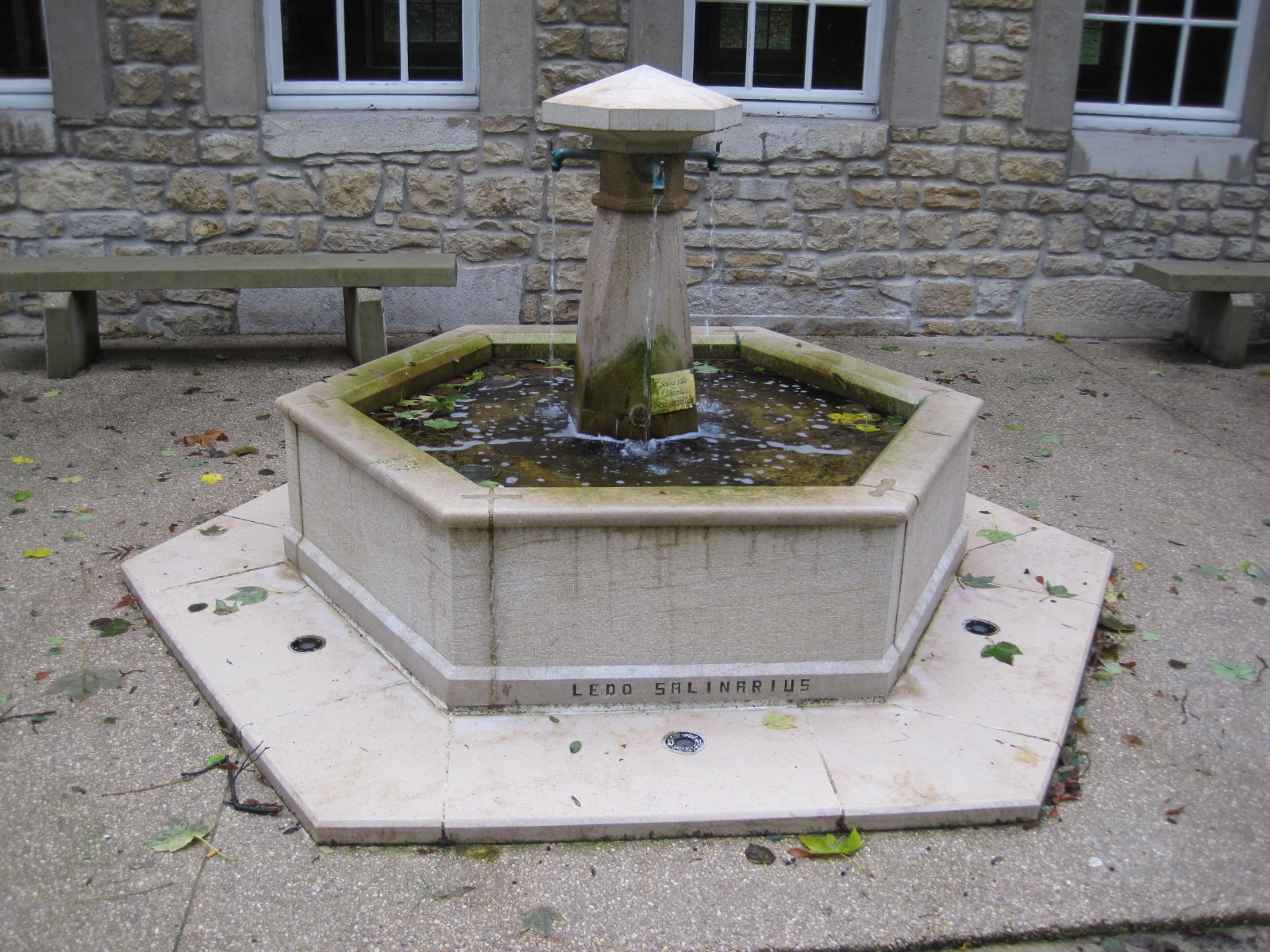
Fontaine du puits-salé.
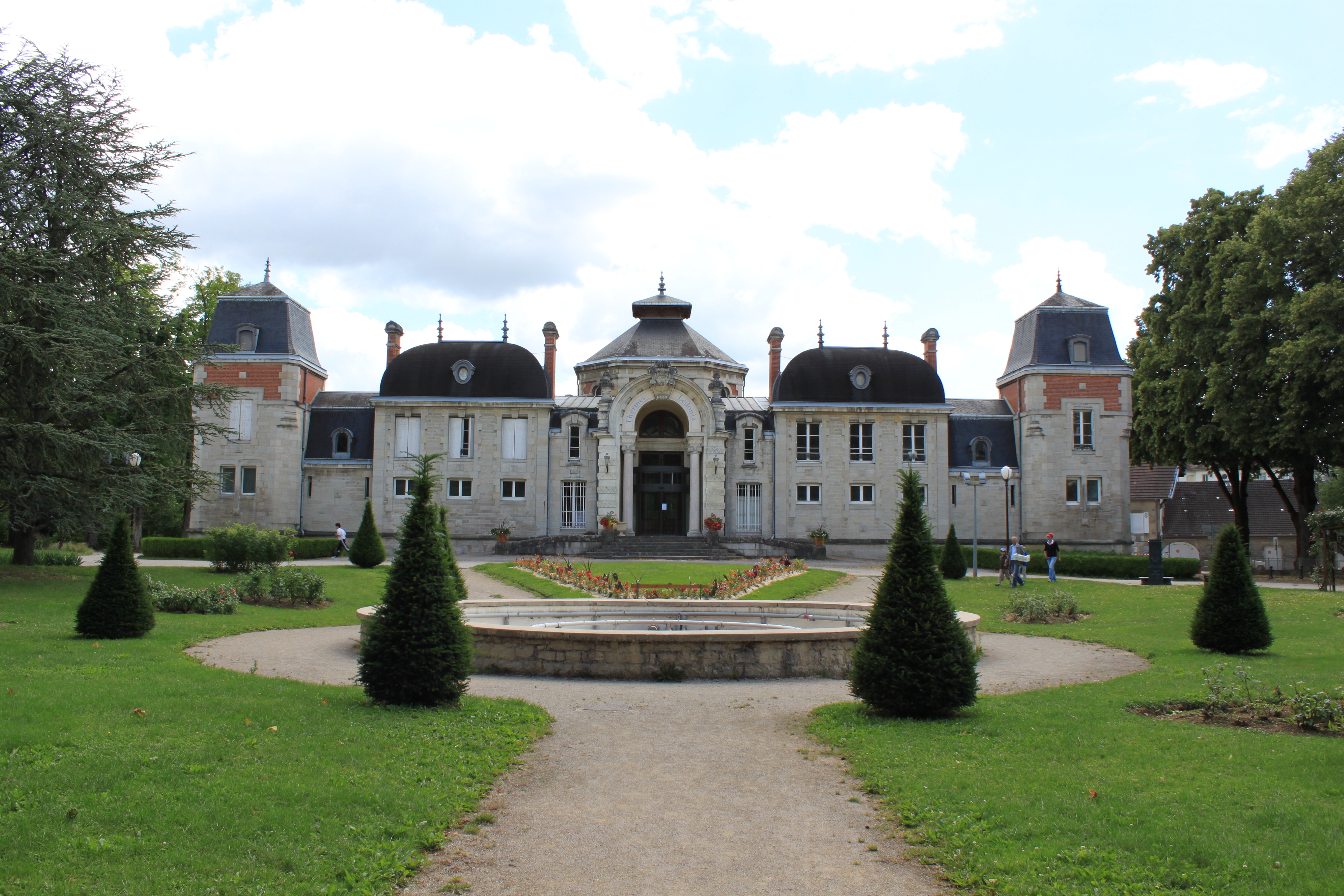
Thermes Lédonia de 1892.
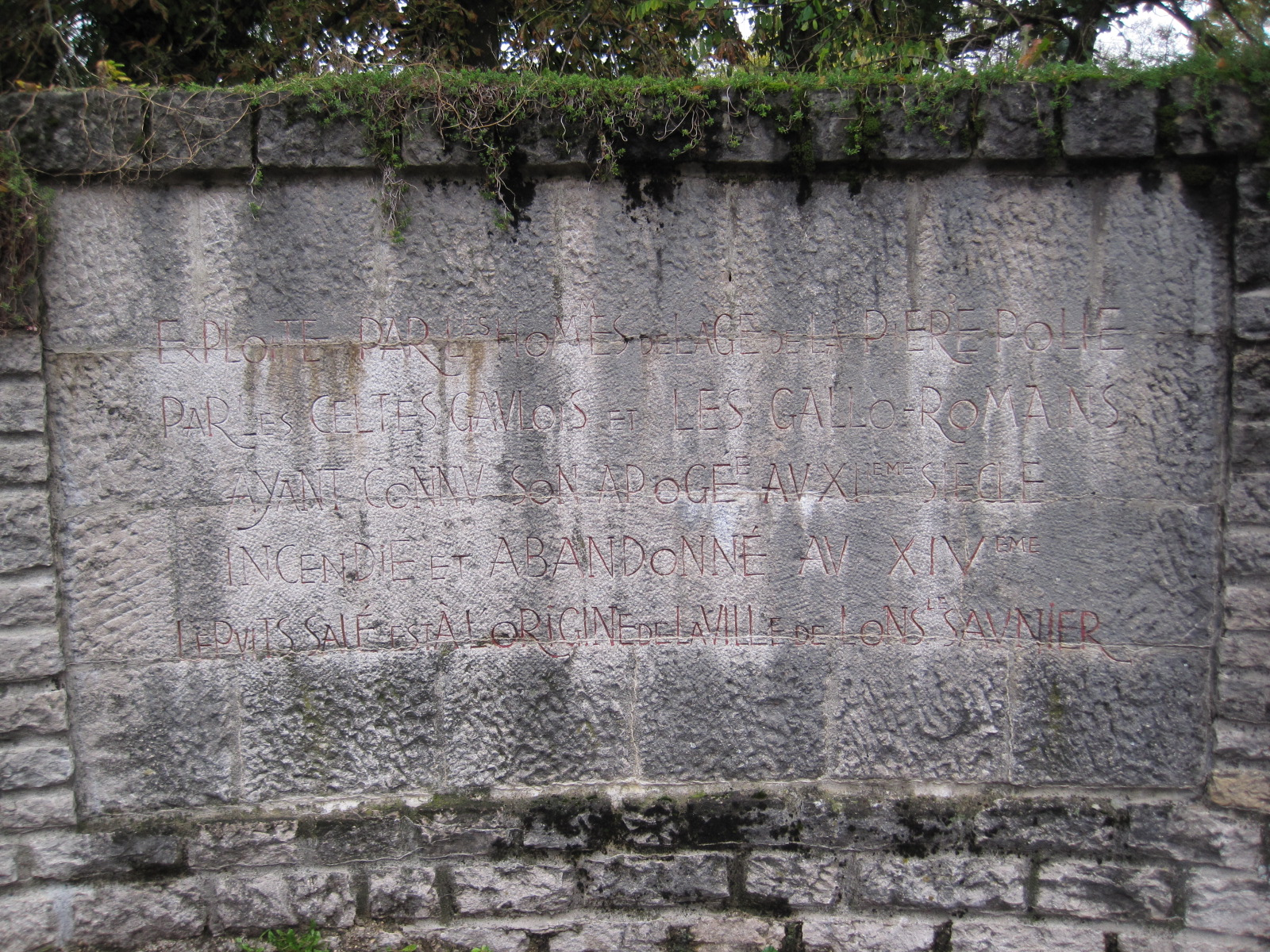
Inscriptions à l'entrée du site historique du puits-salé : « Exploité par les hommes de l'âge de la pierre polie, par les Celtes, Gaulois et les Gallo-romains, ayant connu son apogée au XIIe siècle, incendié et abandonné au XIVe siècle, le puits-salé est à l'origine de la ville de Lons-le-Saunier ».